# Кеяпа
Кеяпа (перс. قياپا) — село в Ірані, у дегестані Ростак, у Центральному бахші, шагрестані Хомейн остану Марказі. За даними перепису 2006 року, його населення становило 53 особи, що проживали у складі 16 сімей.

## Клімат
Середня річна температура становить 12,31 °C, середня максимальна – 30,89 °C, а середня мінімальна – -9,64 °C. Середня річна кількість опадів – 202 мм.
| Клімат поселення                              | Клімат поселення | Клімат поселення | Клімат поселення | Клімат поселення | Клімат поселення | Клімат поселення | Клімат поселення | Клімат поселення | Клімат поселення | Клімат поселення | Клімат поселення | Клімат поселення | Клімат поселення |
| Показник                                      | Січ.             | Лют.             | Бер.             | Квіт.            | Трав.            | Черв.            | Лип.             | Серп.            | Вер.             | Жовт.            | Лист.            | Груд.            |                  |
| Середній максимум, °C                         | 9,18             | 10,81            | 14,69            | 19,81            | 24,55            | 30,58            | 30,89            | 30,42            | 26,74            | 20,60            | 14,04            | 8,50             |                  |
| Середня температура, °C                       | −0,24            | 1,40             | 5,27             | 10,41            | 15,14            | 21,16            | 24,80            | 24,32            | 20,63            | 14,51            | 7,94             | 2,40             |                  |
| Середній мінімум, °C                          | −9,64            | −8,01            | −4,13            | 1,00             | 5,73             | 11,76            | 18,71            | 18,23            | 14,55            | 8,40             | 1,86             | −3,71            |                  |
| Норма опадів, мм                              | 35               | 33               | 36               | 24               | 15               | 2                | 2                | 1                | 1                | 6                | 20               | 27               |                  |
| Середньомісячна швидкість вітру, м/с          | 1.30             | 2.00             | 2.58             | 2.78             | 2.64             | 2.41             | 2.37             | 2.22             | 2.15             | 2.20             | 1.86             | 1.22             |                  |
| Середньомісячна сонячна радіація, кДж/м²·день | 9942             | 13194            | 15617            | 18856            | 22662            | 26750            | 25727            | 24424            | 21554            | 16153            | 11511            | 9504             |                  |
| --------------------------------------------- | ---------------- | ---------------- | ---------------- | ---------------- | ---------------- | ---------------- | ---------------- | ---------------- | ---------------- | ---------------- | ---------------- | ---------------- | ---------------- |
| Джерело:                                      |                  |                  |                  |                  |                  |                  |                  |                  |                  |                  |                  |                  |                  |